# Narcosanto

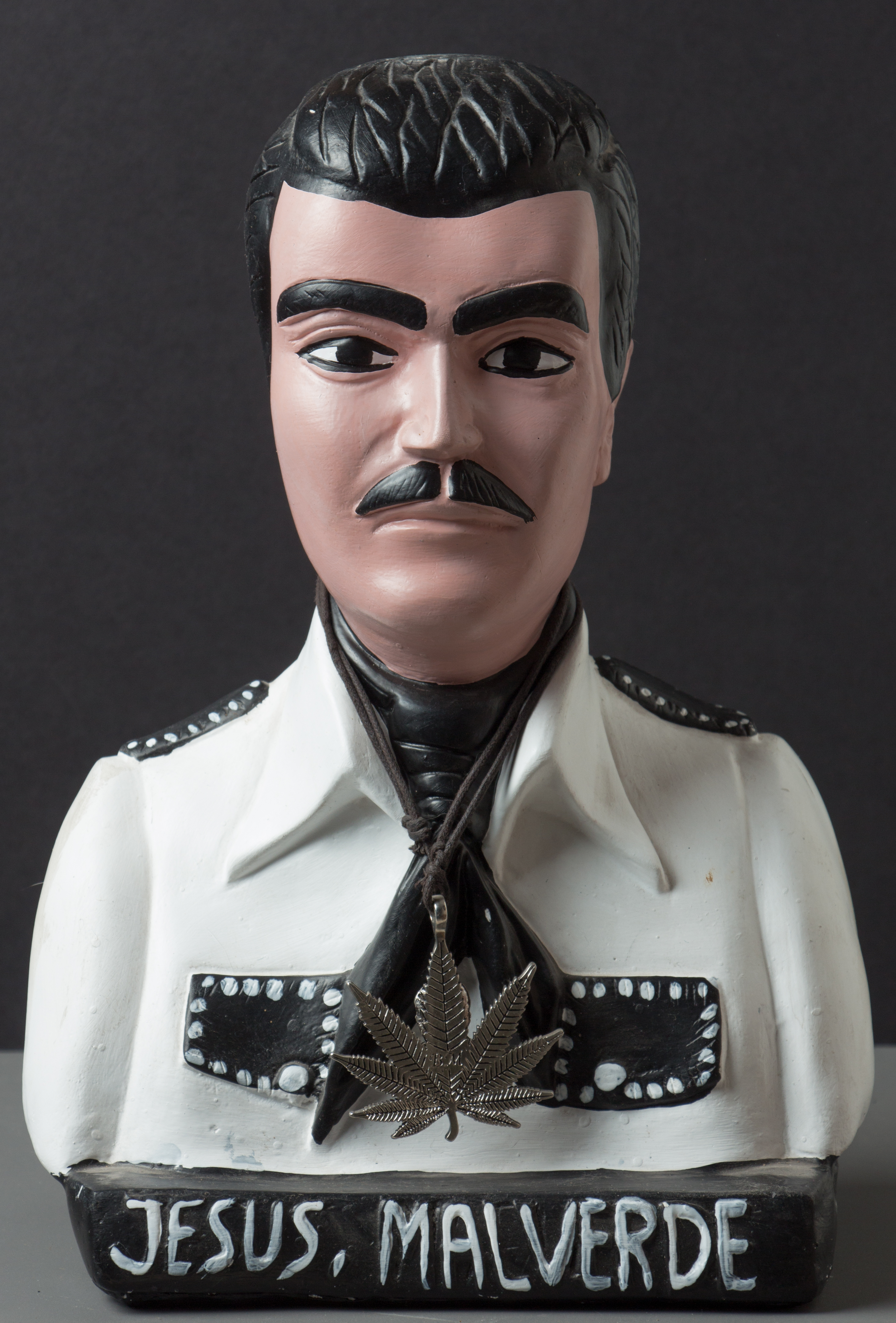
Busto religioso de Jesús Malverde, un narcosanto popular. Como se aprecia, lleva puesto un collar con la forma de una hoja de marihuana.

Un narcosanto es un "santo popular" (por la popularidad y repercusión de los hechos) que es venerado (o a veces adorado) en su mayoría por criminales, y en ciertas ocasiones por personas comunes, situación que ocurre particularmente en América.(Por tomarse la justicia por su mano, b:J.M.)
Los narcosantos son idolatrados por medios condenados por la iglesia católica, aunque sus ritos son una forma de catolicismo popular. Algunos de estos personajes religiosos son adorados con normalidad por personas sin relación a la vida criminal, pero existen ciertas organizaciones delincuenciales que tienden a llevar sus prácticas religiosas al extremo. En el caso de la Santa Muerte, se sabe que algunos de sus adeptos cometen sacrificios humanos (algo prohibido por Dios, y los hombres, salvo en propia defensa) en nombre de los cárteles de droga. La DEA dice que los narcosantos envalentonan a los cárteles y los hacen más peligrosos, particularmente porque los narcotraficantes «no le temen a la muerte», sino la adoran.
Varios líderes narcotraficantes han intentado ser presentados como héroes populares modernos, a menudo con aspectos religiosos, creando cultos en torno a sus personalidades en las comunidades de donde eran originarios. Después de la muerte de capos notables como Nazario Moreno González y Pablo Escobar, sus seguidores empezaron a considerarlos como narcosantos.

## Narcosantos notables
- Santo Niño de Atocha[3]
- Jesús Malverde[1][3]
- San Judas Tadeo[1][3]
- Maximón[3]
- Nazario Moreno González[6]
- Pablo Escobar[7]
- Raymond Nonato[3]
- Santa Muerte[1][2]
- Sarita Colonia[8]
- Angelito negro[9]